# Super High Material CD
Super High Material CD (SHM-CD) es un formato de disco desarrollado conjuntamente por Universal Music Japan y JVC. A diferencia de los discos digitales tradicionales, los SHM-CD están fabricados con un material patentado que ya se utilizaba en la fabricación de pantallas LCD. Según Universal y JVC, el nuevo material permite que las hendiduras del material puedan ser leídas con mayor precisión, ya que el láser elimina más salpicaduras, además las características de la señal se han mejorado como resultado global, con menor distorsión y una mejor musicalidad. También tiene una mayor durabilidad, ya que mientras los CD estándar tienen una vida media de 15 años, los SHM-CD pueden llegar a alcanzar los 30.
Existen dos tipos de disco que utilizan este formato; los «SHM-CD», que son una versión del CD estándar y pueden reproducirse en cualquier reproductor de CD, y los «SHM-SACD», que utilizan la misma codificación que los SACD y por lo tanto solo pueden reproducirse en aparatos compatibles con este tipo de disco. El formato SHM empezó a comercializarse en Japón en el año 2008 y a nivel internacional desde 2010. En un principio se comercializó por separado, a un precio más caro que el CD normal, pero actualmente todos los CD distribuidos por Universal Music, JVC y sus socios  se fabrican con esta tecnología.